# كلاوس بوندام
كلاوس بوندام (بالدنماركية: Klaus Bondam)‏ (ولد في 19 نوفمبر 1963 في آكيركبي) هو ممثل سياسي دنماركي.
قام بوندام بإدارة مسرحي "كرونيكاردس" (بالدنماركية: Grønnegårds)‏ بين عامي Teatret" (1996-2003) و "فولكيتياتربت"(بالدنماركية: Folketeatret)‏ (بين عامي 2003-2005)، وكان المدير الإداري لمسرح "مونغو بارك" (بالدنماركية: Mungo Park)‏ (بين عامي 1995-1996). وقد بدأ التمثيل في البداية في المسرح في عام 1988، وحصل على شهرة لما شارك في فيلم "الحفلة" (بالدنماركية: Festen)‏ سنة 1998 ولعب دور البطولة في مسلسل "بعيدا عن لاس فيغاس" (بالدنماركية: Langt fra Las Vegas)‏ (بين عامي 2001-2003)، وتوقف عن التمثيل في عام 2003.
كان كلاوس بوندام عضوا في حزب الحزب الليبرالي الاجتماعي الدنماركي وترشح لمنصب رئيس بلدية كوبنهاغن في نوفمبر 2005. ولكنه خسر وعين بدلا من ذلك كعمدة التقنيات والبيئة واستقال من منصبه في عام 2010. خرج من الحزب في عام 2013 ولم يعد ناشطا في السياسة الدنماركية.
منذ عام 2011، انتقل بوندام إلى بروكسل وأصبح رئيس المعهد الثقافي الدنماركي في العاصمة البلجيكية بروكسل.
في فبراير 2014، عاد إلى الدنمارك، وأصبح المدير الجديد لاتحاد الدراجات الدنماركي.
بوندام مثلي الجنس علنا، وقد دخل في شراكة مسجلة مع شريكه وهو المهندس المعماري ياكوب كامب منذ عام 2004 وتزوجا لاحقا، وهما يعيشان في أودشيراد.

## روابط خارجية
- كلاوس بوندام على موقع IMDb (الإنجليزية)
- كلاوس بوندام على موقع ألو سيني (الفرنسية)
- كلاوس بوندام على موقع أول موفي (الإنجليزية)
- كلاوس بوندام على موقع قاعدة بيانات الأفلام السويدية (السويدية)
- كلاوس بوندام على موقع قاعدة بيانات الفيلم (الإنجليزية)
- كلاوس بوندام على موقع كينوبويسك (الروسية)